# Nipsippan i Nässjö by
Nipsippan i Nässjö by este o arie protejată (arie specială de conservare — SAC, sit de importanță comunitară — SCI) din Suedia întinsă pe o suprafață de 1,8 ha, integral pe uscat.

## Localizare
Centrul sitului Nipsippan i Nässjö by este situat la coordonatele 63°35′02″N 16°20′44″E / 63.5838°N 16.3455°E.

## Înființare
Situl Nipsippan i Nässjö by a fost declarat sit de importanță comunitară în decembrie 1998 pentru a proteja 1 specie de plante. Situl a fost protejat și ca arie specială de conservare în martie 2011.

## Biodiversitate
Situată în ecoregiunea boreală, aria protejată conține 1 habitat natural: Fânețe de joasă altitudine (Alopecurus pratensis, Sanguisorba officinalis).
La baza desemnării sitului se află o specie protejată de  plante: dedițelul (Pulsatilla patens).